# パンと塩

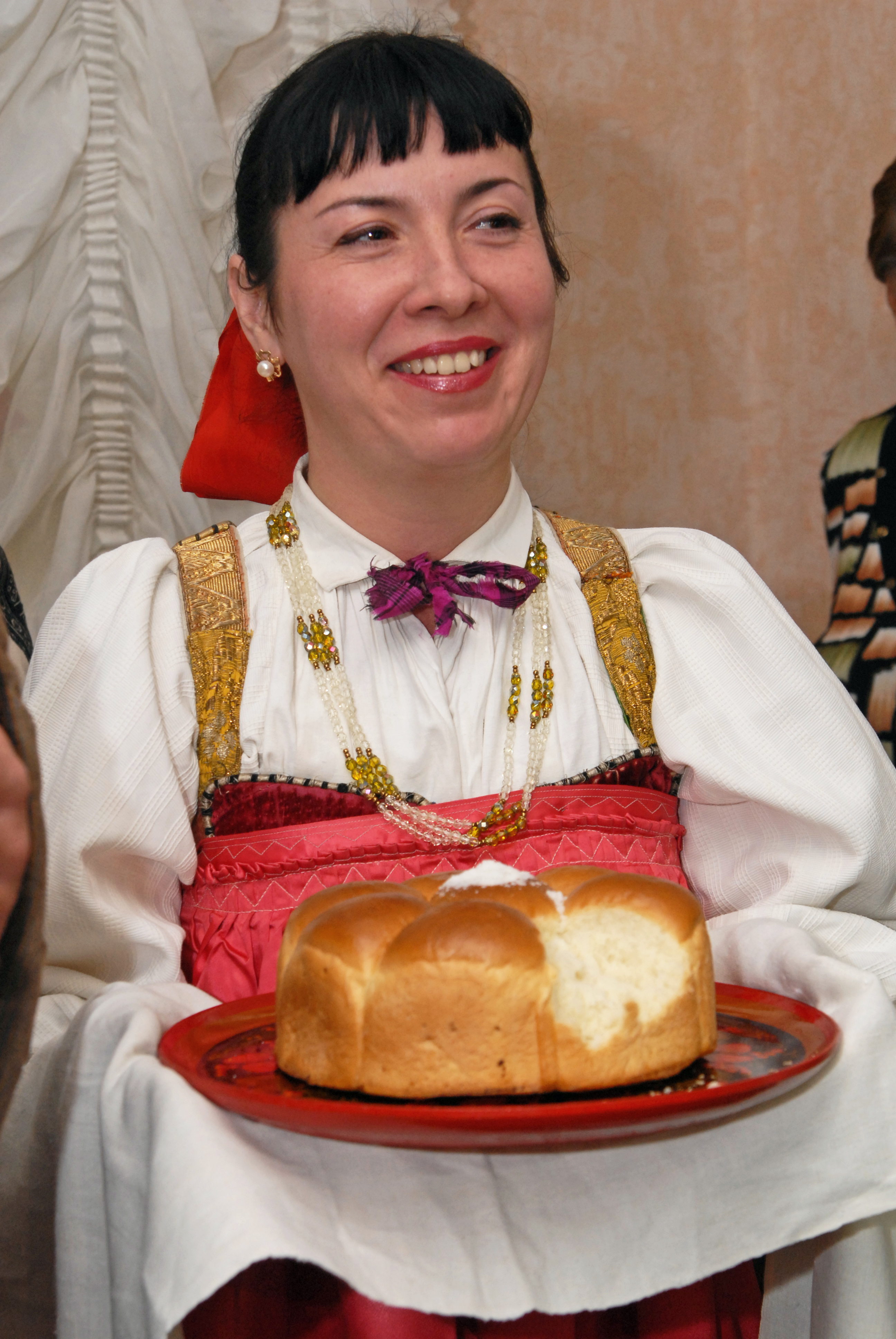
ロシア・ベルゴロド州人民文化博物館の展示

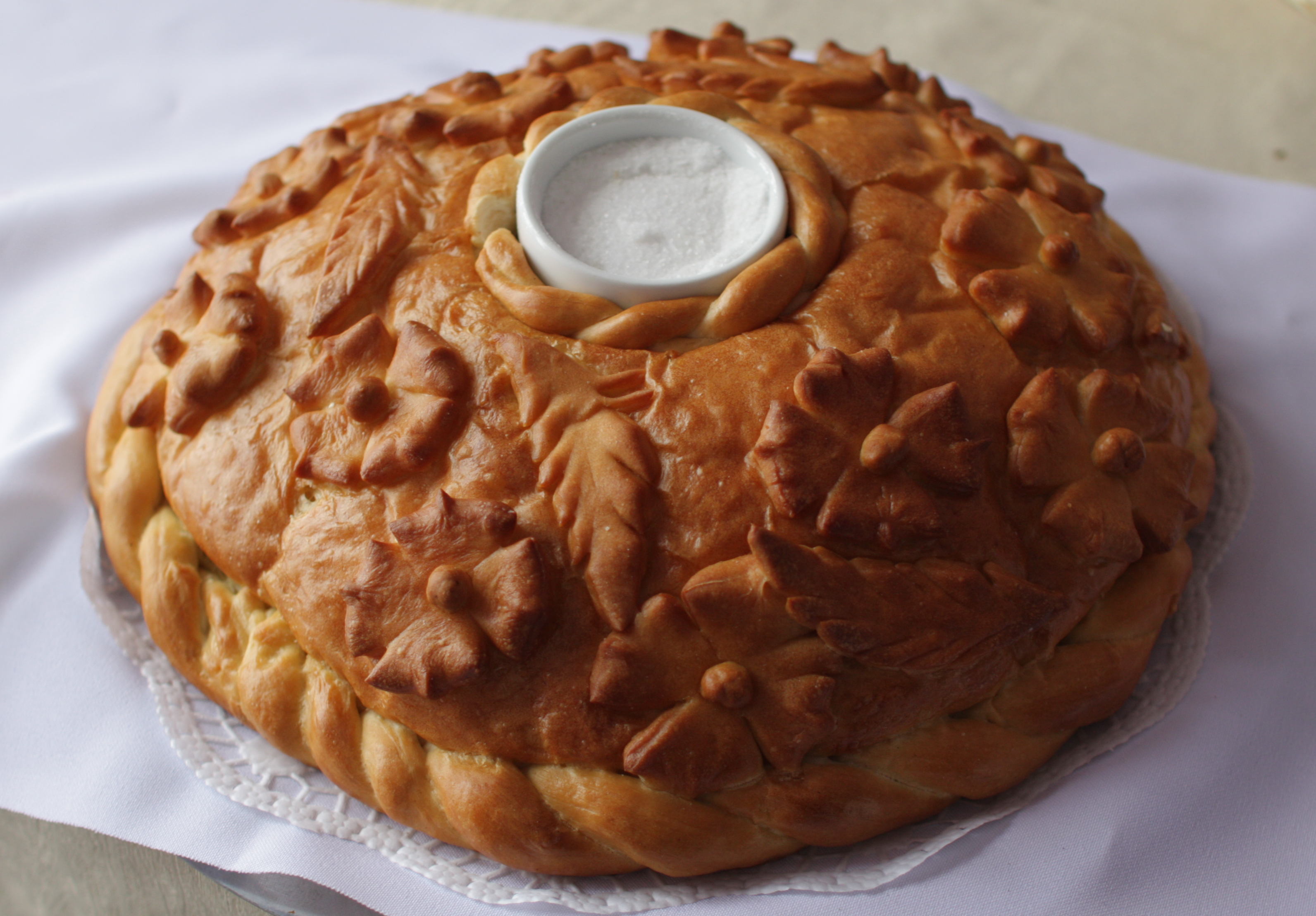
ロシアの結婚式で使われる飾りのあるパン（カラヴァイ）と塩

パンと塩（パンとしお、ロシア語: Хлеб-соль〈フレブ・ソーリ〉、英語: Bread and salt）とは、ロシアやその他のスラブ諸国にある遠来の訪問客を歓迎する習慣。

## パンと塩の習慣
一般的には、伝統的な服装（サラファンなど）を纏った若い女性が白またはきれいに刺繍した大きな布にパンを乗せて胸の高さに持ち、パンの中心の小さな皿に塩を乗せて歓迎する。歓迎される方はパンをひとかけらちぎって取って、塩を少し付けて食べて歓迎に答える。
ロシア、ウクライナ、ベラルーシ、ブルガリア、ポーランド、マケドニア、セルビアなど広く行われているだけでなく、近隣のルーマニア、バルト三国、ドイツ、ユダヤ人の間でも、似たような習慣がある。
パンは基本的には無味の黒パンで円形をしていて、近来は普通の白いパンで甘みを付けた物もある。減塩している人や、パンを食べたくない人は、パンを口へ運び食べるふりをすればいい。
こうした習慣が生まれたのは、パンが食料の主要なものであり、塩はこれらの国では政府の高い税金がかけられたせいもあり高価なものであったためともいわれている。結婚式でも、新郎新婦へ門出を祝う意味でパンと塩を上げる習慣もあり、この場合はカラヴァイ（Каравай）と呼ばれる飾りを付けて焼いたパンも使われる。
スラブ語圏以外での慣習
- アラブ地域では、一緒に食べることによって同盟・和解を象徴する食べ物である。
- ユダヤの文化でも歓迎の意味で振舞われたり、キッドゥーシュ（安息日）にパンに塩を付けて食べる習慣がある。
- スコットランドを含むイギリス北部では、正月（ホグマネイ）に、お客が「パンと塩と石炭」（パンは食べ物、石炭は燃料、塩は健康に困らないようにという縁起を担いでいる）を持ってくる習慣がある（他に、ウィスキー、フルーツケーキなどの縁起物も土産に持ってくる処もある）。

## エピソード
各国各地域で、パンと塩の習慣は様々に行われている。
- ロシア正教会で、主教（主教品）が担当地域の教会へ順杖する場合、各教会ではパンと塩で迎える。
- ロシアで行われるクルーズに参加して、クルーズ船へ乗る時に、パンと塩で歓迎されることが行われている[3]。
- ロシアが参加する宇宙飛行のプロジェクトでも、他国からロシア基地へ到着した時にパンと塩で歓迎されることが伝えられている。飛行中でも、宇宙船がドッキングして飛行士が主モジュールへ移る時に、小型のパンと塩タブレットで歓迎するなども行われている[4][5]。

## 慣用句
「歓迎」という意味のロシア語が「Хлебосольство（Хлебосольство）」、「おもてなし好きな」という意味が「Хлебосольный（Хлебосольный）」のように、スラブ語圏において生活に密着した言葉である。
以下に、それらを示す慣用句の、ほんの一例を示す。
- パンと塩を食べても真実を言え（Хлеб-соль ешь, а правду режь.） － 恩人であっても、言うべきことは言え
- パンと塩は盗賊の心も和らげる
- パンと塩がなければまともな話はできない（Без хлеба, без соли худая беседа）

## ギャラリー

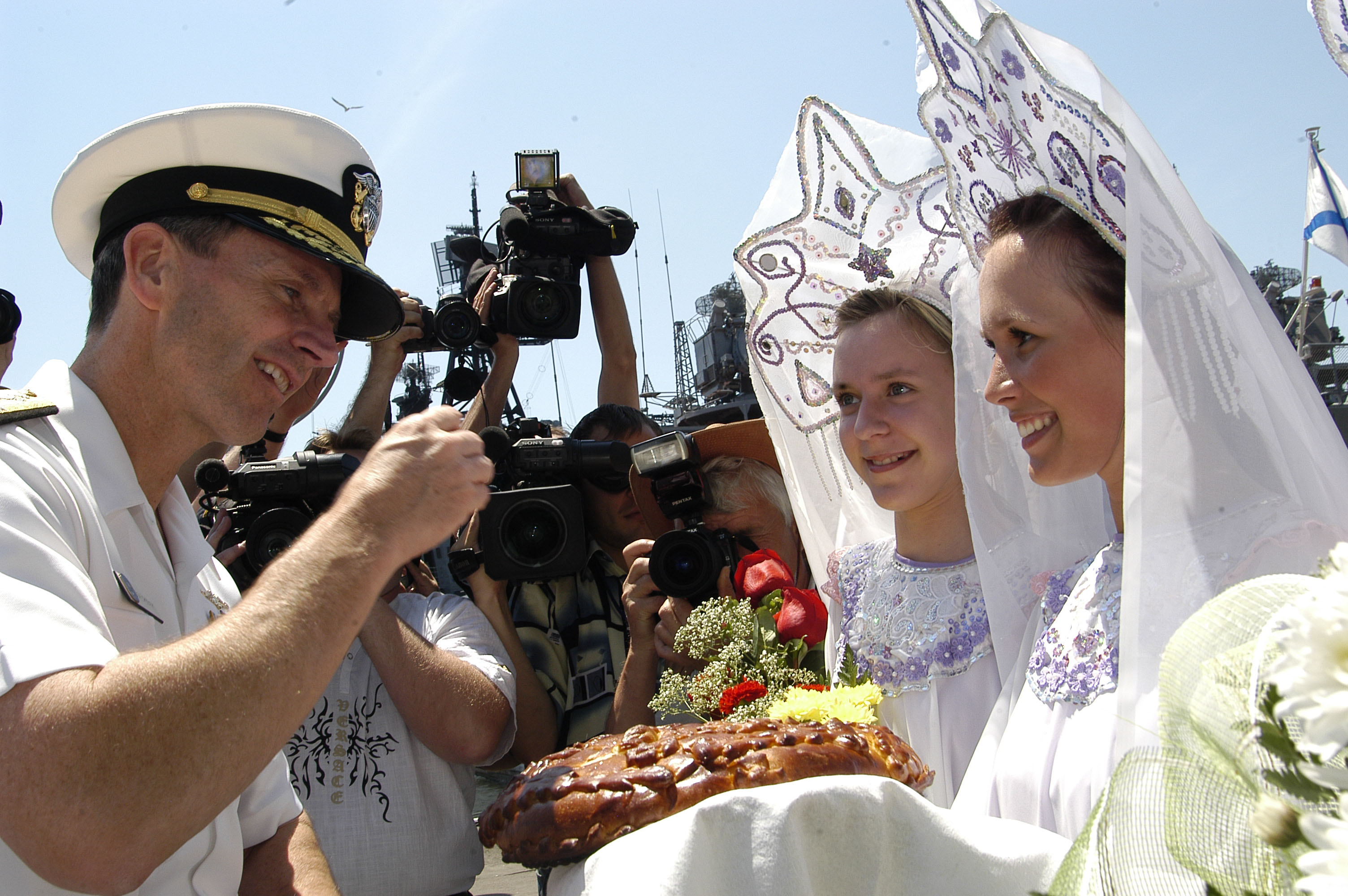
アメリカ海軍の士官がウラジオストクで歓迎を受ける
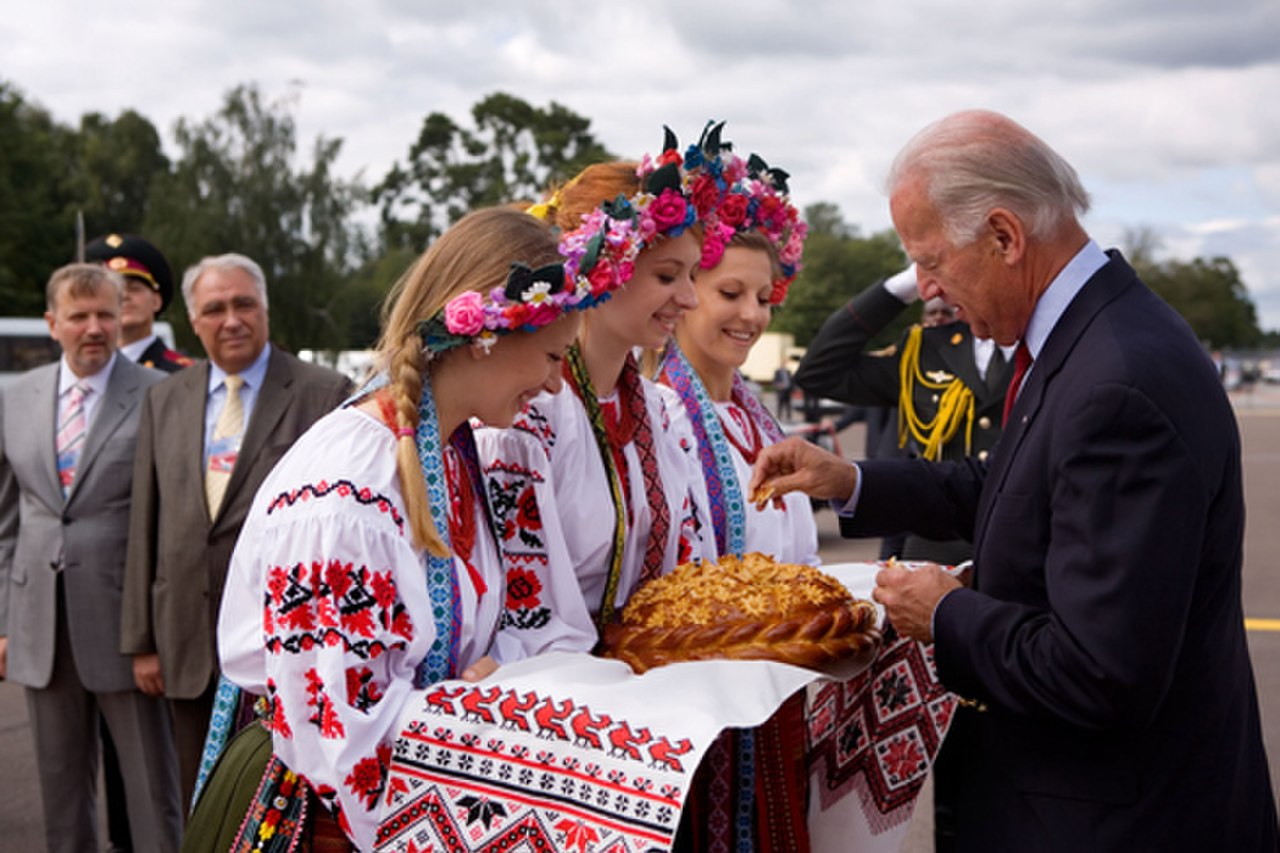
米国のジョー・バイデン副大統領がウクライナのキーウで歓迎を受ける
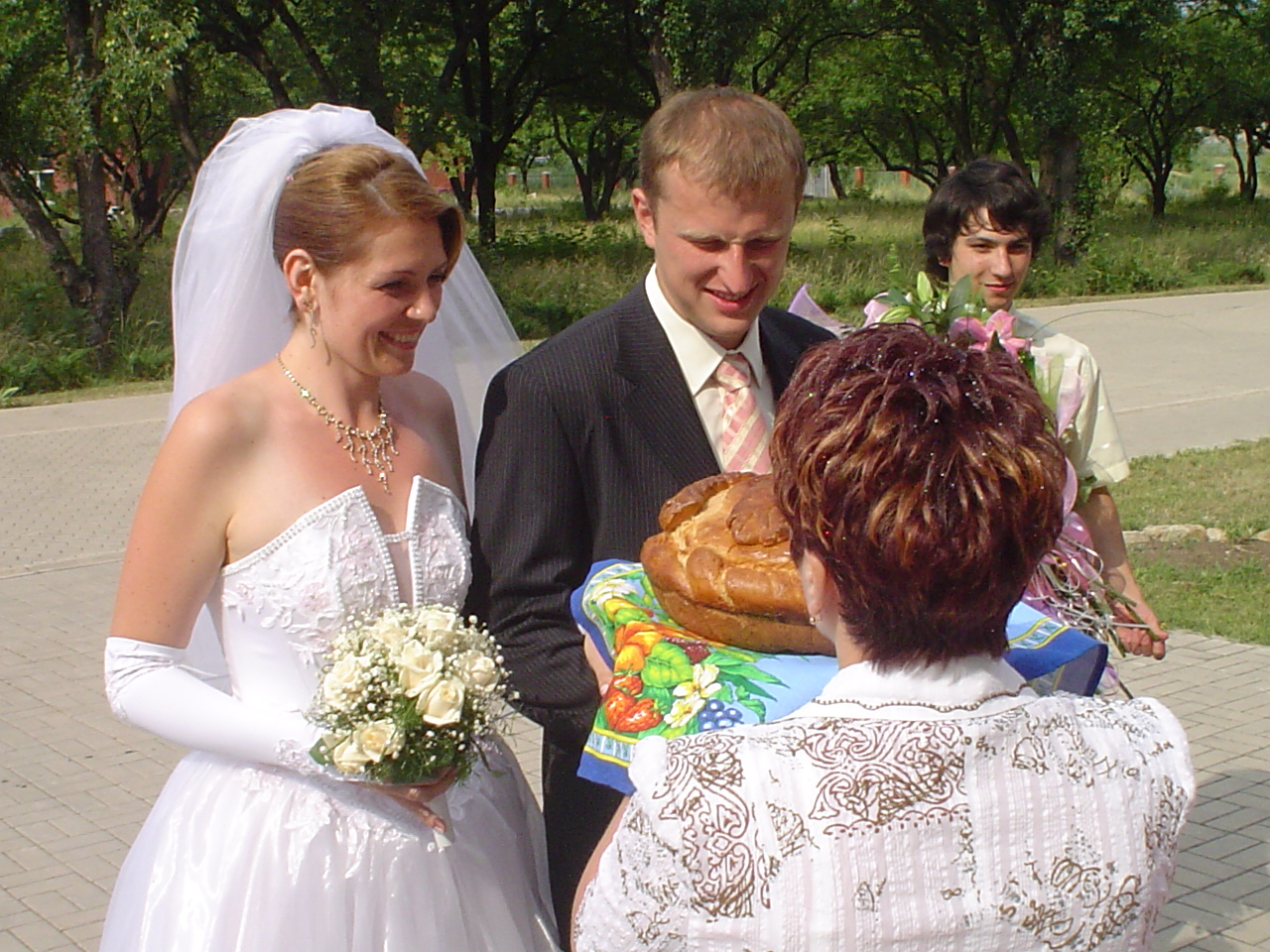
ウクライナの結婚式で
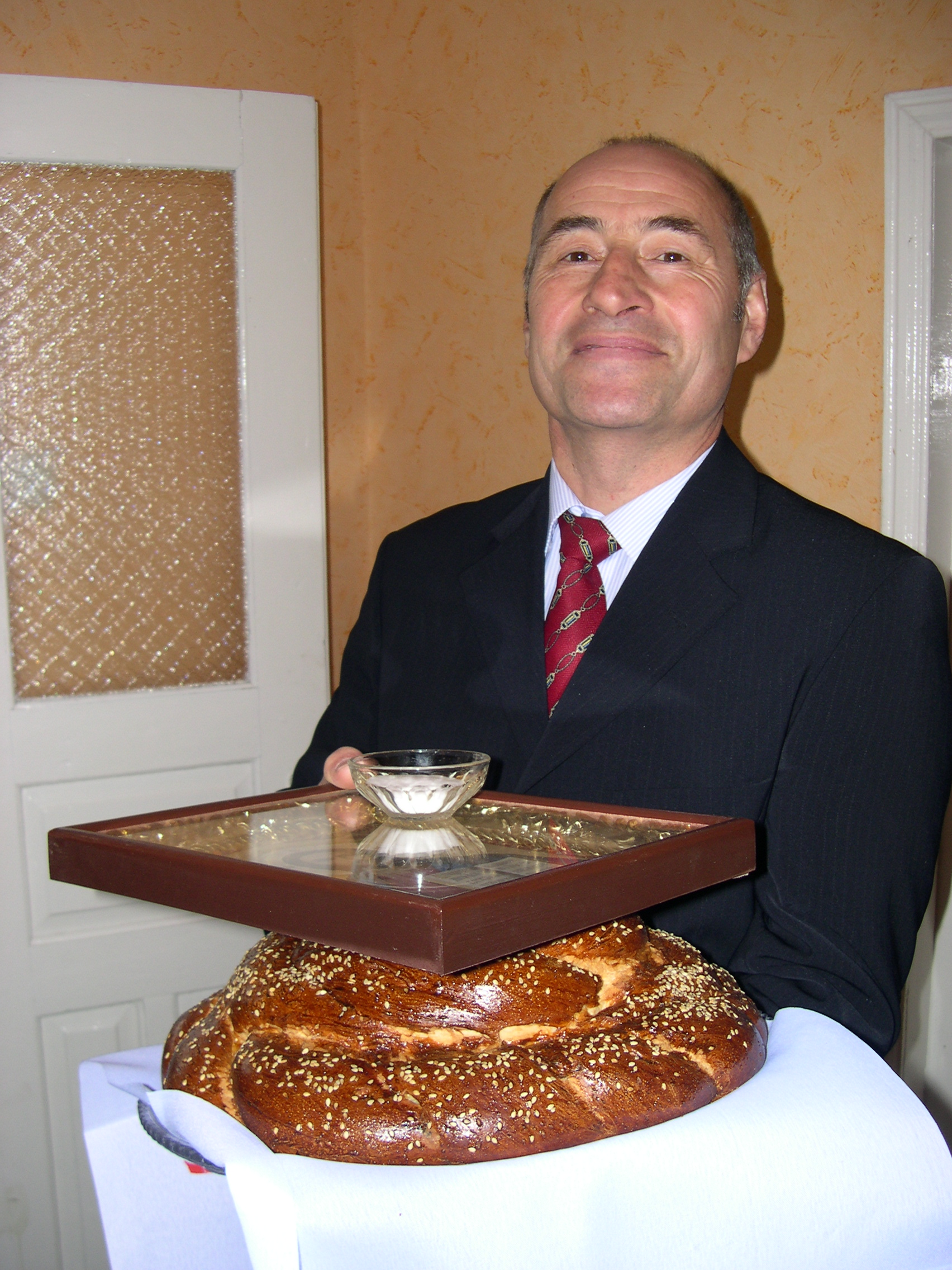
イコンの寄贈にパンと塩を添える
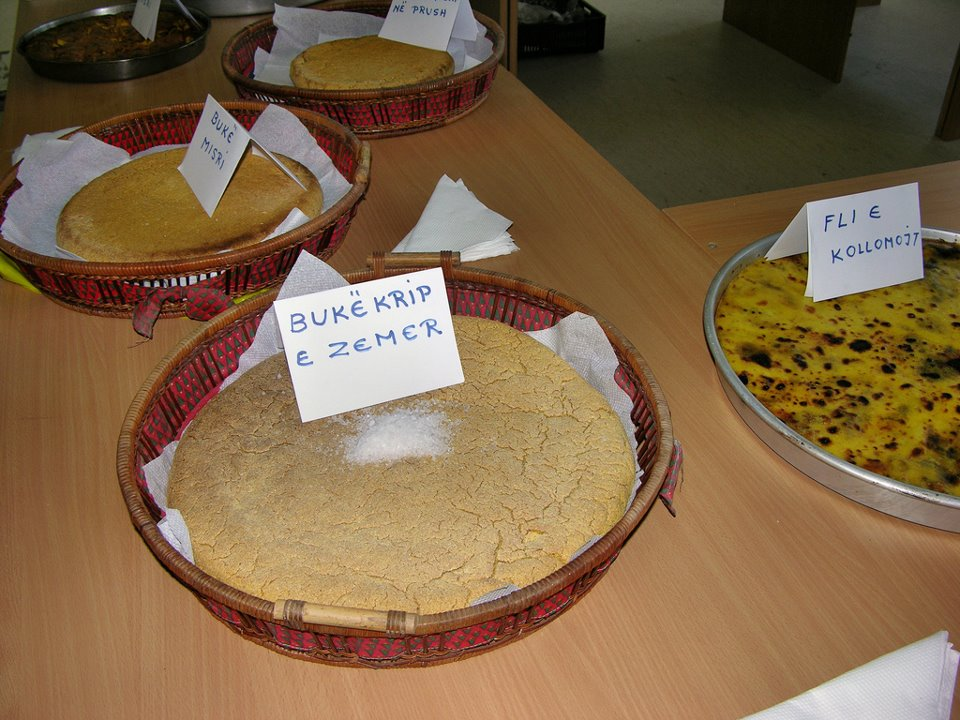
アルバニアでも塩を乗せたパンを売っている